# 티케이엘리베이터
티케이엘리베이터는 옛 티센크루프의 엘리베이터 사업부가 2021년 이후 사모펀드에 매각되며 출범한 회사다.

## 역사
티센 사는 1950~70년대에 독일과 서유럽 등지의 수직 컨베이어·에스컬레이터·엘리베이터 등 승강기를 제조하던 소형 업체들을 여럿 인수함으로서 승강기 업계에 진출한다. 1986년에는 캐나다 토론토에 소재하고 있던 '노던 엘리베이터 홀딩스'의 지분을 인수함으로서 북아메리카로 진출하여, 캐나다에 기반을 두고 미국 시장 진출을 꾀했다. 1992년에는 한양공영과 기술제휴를 맺음으로서 대한민국 승강기 시장에 진출하였고, 1995년 티센크루프엘리베이터 중국을 출범함과 동시에 중국 중산시에 엘리베이터 및 에스컬레이터 전용 공장을 설립하여 아시아·태평양 지역으로 진출하였다. 1998년에는 영국의 브리티시 텔레콤 타워에 당시 영국 내에서 가장 빠른 분속 420m로 운행하는 초고속 엘리비이터를 설치하였고, 1999년에는 체코 프라하의 나미스티 미루 역(영어판)에 길이 100m, 경사 30%로 당시로서는 세계 최장 거리를 운행하는 에스컬레이터를 설치하였다. 한편 같은 해에는 미국의 승강기 제조업체로 세계 승강기 업체 중 규모 3위였던 도버 엘리베이터를 인수하여 미국에 '티센도버'라는 이름으로 진출하였다가 2001년 티센크루프로 재차 사명을 변경한다.
1999년 티센과 크루프가 합병된 후 엘리베이터 사업의 중요성이 커짐에 따라 2000년에 티센크루프 그룹 내에 독립 법인인 티센크루프엘리베이터가 설립되었다. 2001년에는 남아메리카 지역에서 코네의 사업을 인수함으로서 남미 지역에서의 영향력을 증가시켰고, 2002년에는 독일 슈투트가르트 대학에 세계 최초의 트윈 엘리베이터를 설치하였다. 트윈 엘리베이터는 하나의 승강로에 두 대의 승강기가 상호독립적으로 운행하는 제품으로, 현재까지 티센크루프만이 트윈 엘리베이터를 생산하고 있다. 2003년에는 미국의 샌디에이고와 프랑스의 니스에 이은 세 번째 연구개발 시설을 독일 슈투트가르트에 개설하였으며, 같은 해에 회사명을 Thyssen Lifts & Escalators Limited에서 Thyssenkrupp Elevator UK limited로 법인명을 변경한다.
한편 2003년 한국의 동양중공업이 동양엘리베이터로부터 인수한 승강기 사업부문의 75%를 티센크루프에 매각함에 따라 10월 2일 양사의 합작회사인 티센크루프동양엘리베이터가 출범되었다.
2011년 미국의 원 월드 트레이드 센터의 승강기 및 에스컬레이터 설치를 수주받아 3년에 걸쳐 설치를 완료하였으며, 이때 설치된 승강기 중 일부는 서반구에서 가장 빠른 초고속 승강기이다.
2014년 11월 27일, 티센크루프는 세계 최초로 로프 없이 운행하는 승강기인 '멀티'(MULTI)의 컨셉을 공개하였다. 이때 공개된 엘리베이터 시스템 '멀티'는 차제에 리니어 모터를 장착하여 상하는 물론 좌우로도 자유롭게 움직일 수 있는 승강기로, 같은 통로에서 여러 대의 엘리베이터를 운용할 수 있고 로프를 설치할 필요가 없어 건물 모양에도 제약을 받지 않는다. 티센크루프는 멀티의 테스트를 위하여 2014년에서 2017년까지 3년에 걸쳐 약 4,000만 유로(약 500억 원) 이상을 투자하여 독일 로트바일에 246m 높이에 12개의 승강로를 갖추고 있는 로트바일 테스트 타워를 건립하였다. 이어 2017년 6월 22일, 티센크루프는 완공된 로트바일 테스트타워에서 멀티의 실물 제품을 선보였고 운행을 시연했다.

## 티케이엘리베이터 코리아

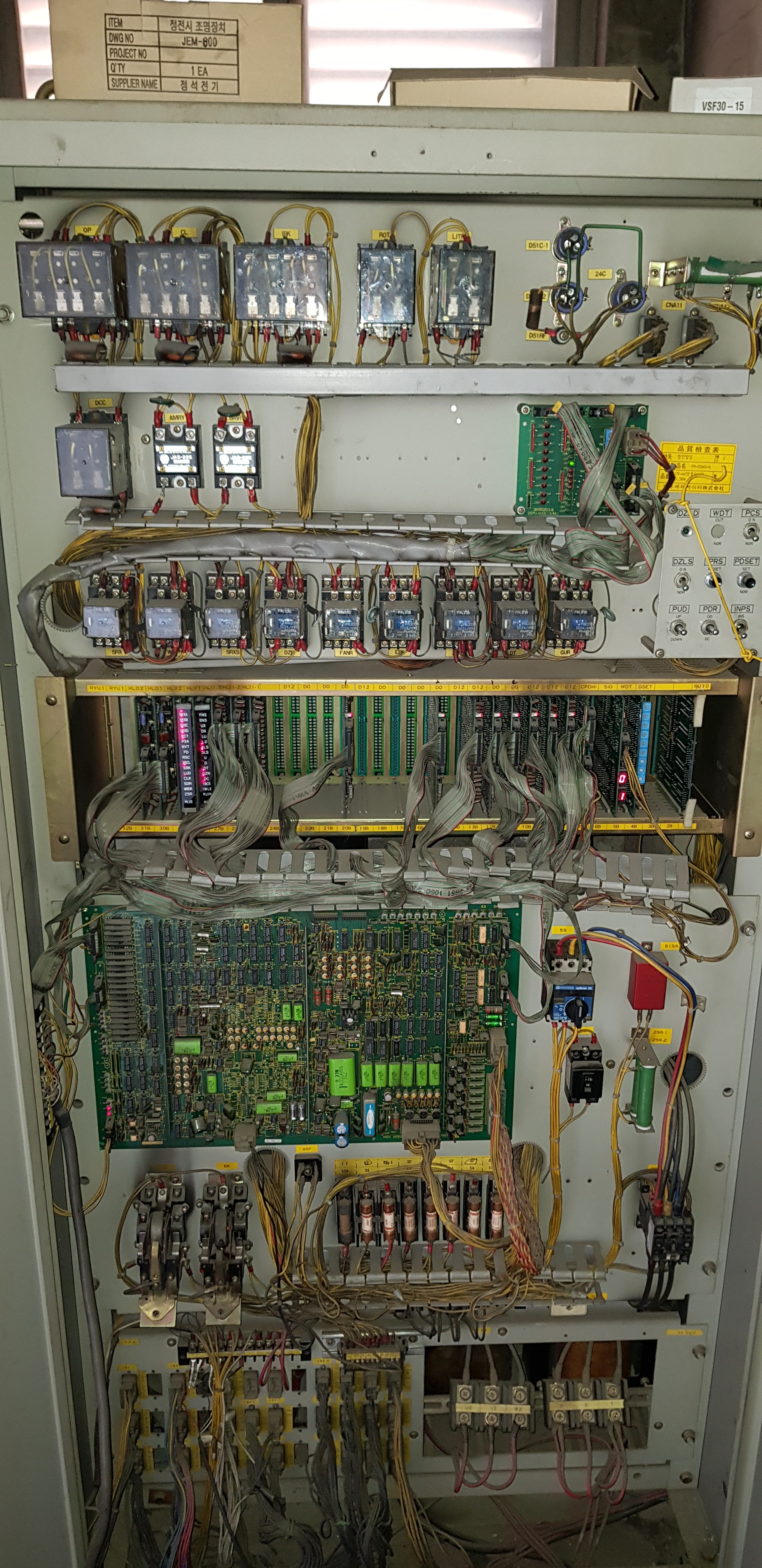
CV40 제어반
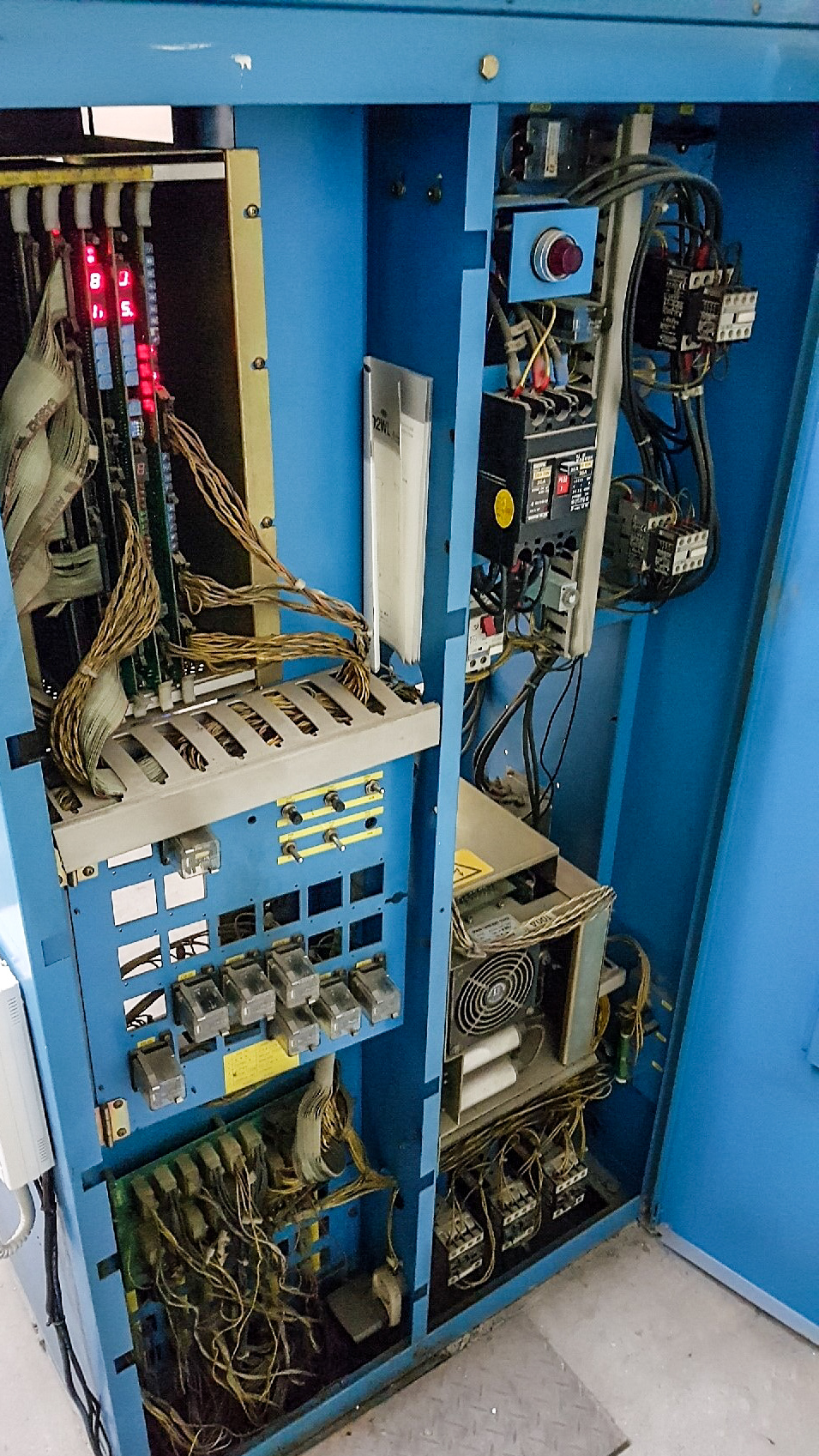
CV85 제어반
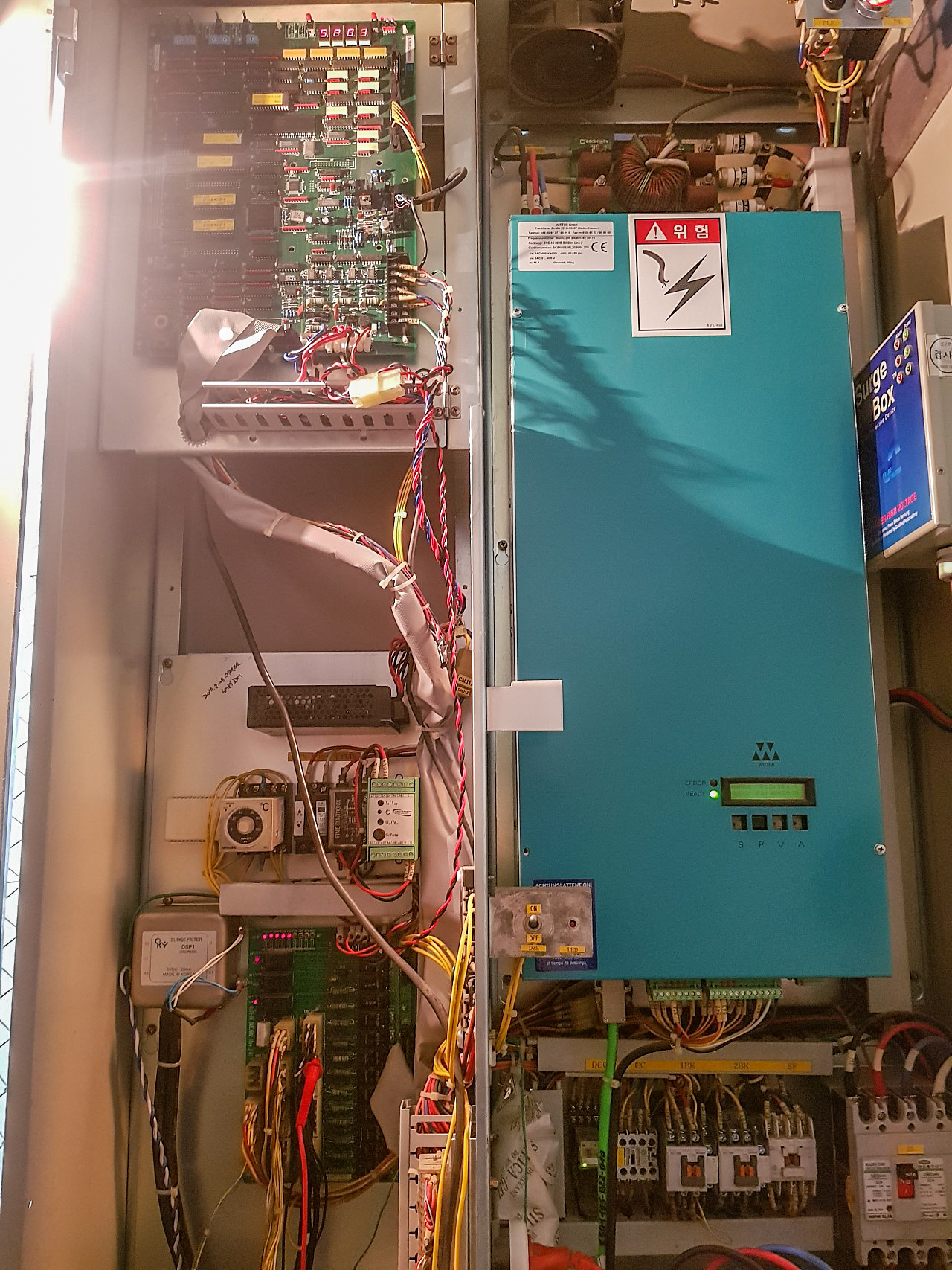
MRL20(DY20 MRL) 제어반
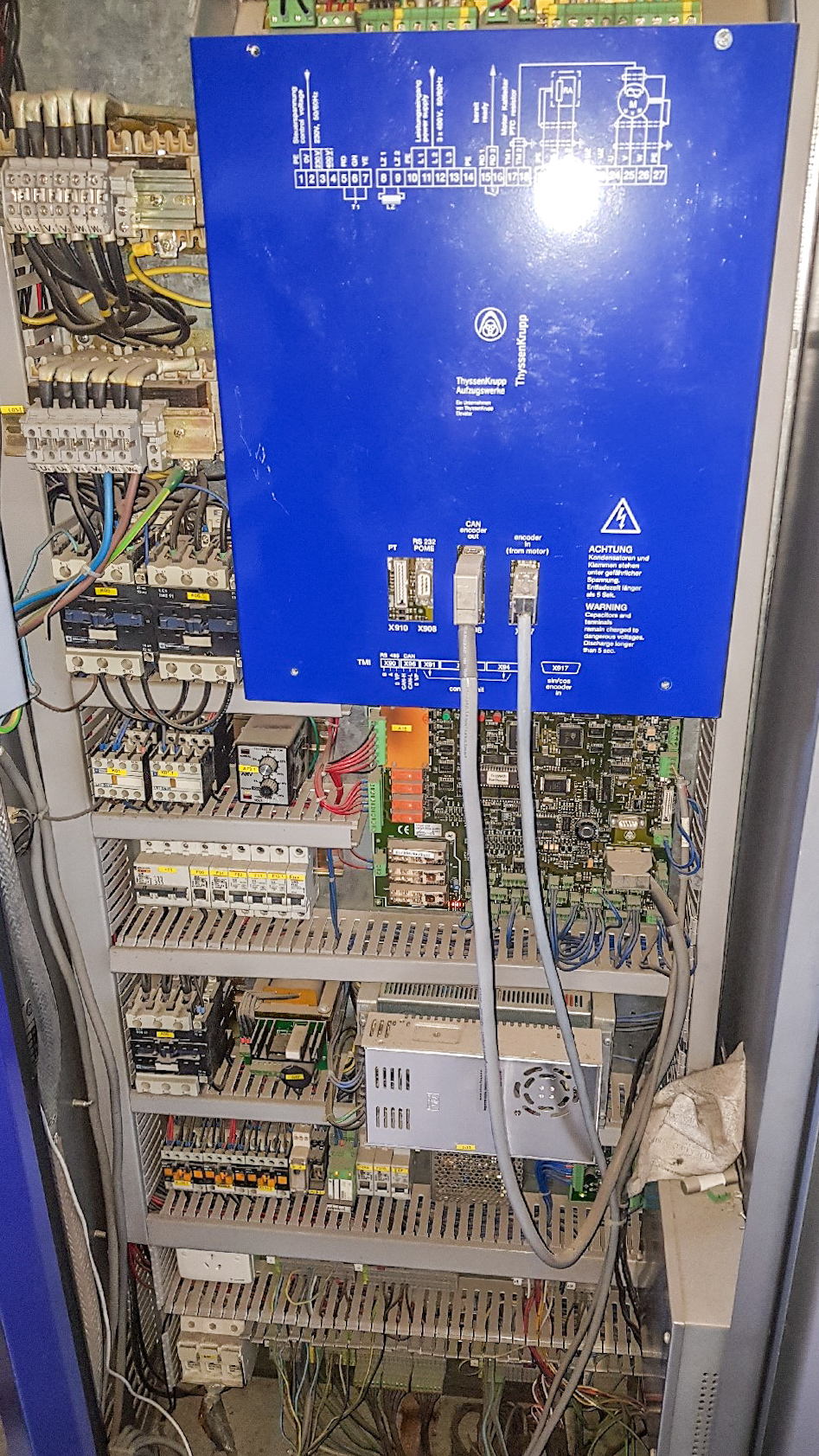
Evolution 제어반

티센크루프엘리베이터코리아의 모체는 1966년에 설립된 동양엘리베이터이다. 2003년 10월 1일 동양엘리베이터와 독일 티센크루프가 합병하면서 티센크루프동양엘리베이터로 새롭게 출발하여 중국, 대한민국 등에 사업을 진출하였고 2008년 8월 27일 '동양'이란 회사명을 티센크루프엘리베이터코리아로 개칭하였다. 2010년 9월 대한민국 본사를 서울특별시 양천구 목동으로 이전하였다. 현재 약 900명의 임직원을 고용하고 있으며, 충청남도 천안시에 테스트 타워 겸 공장을 두고 있다. 수도권 서비스지역본부는 강남, 강북, 지방 3개소가, 서비스지사는 강남본부 (강남1, 강남2, 경기, 경원), 강북본부 (강북1, 강북2, 강서, 인천), 지방본부 (충청, 경북, 경남, 호남, 제주) 등 총 전국적으로 13개소를 두고 있다. 2020년 티센크루프가 승강기 사업애 대한 사모펀드 매각을 공식화하면서 2021년 1월 20일 부로 법인명이 "티케이엘리베이터코리아"로 바뀌었다. 이로서 오랫동안 함께한 티센크루프의 계열에서 떨어지게 되었다.

## 같이 보기
- 오티스 엘리베이터
- 미쓰비시엘리베이터
- 쉰들러 엘리베이터
- 현대엘리베이터
- 티센크루프
- 트윈 엘리베이터